# براح الشاحط (الضليعة)
'

تعديل مصدري - تعديل

براح الشاحط هي إحدى قرى عزلة الضليعة بمديرية الضليعة التابعة لمحافظة حضرموت، بلغ تعداد سكانها 9 نسمة حسب تعداد اليمن لعام 2004.